# Кубок европейских чемпионов по хоккею с мячом
Кубок европейских чемпионов по хоккею с мячом — ежегодный международный турнир по хоккею с мячом для клубных команд, организованный Международной федерацией хоккея с мячом, в котором принимали участие победители национальных чемпионатов четырёх стран: России (СССР), Швеции, Финляндии и Норвегии. Турнир проводился с 1974 по 2009 год.
В розыгрышах 1994, 1995, 1997 годов в турнире принимала участие пятая команда — чемпион Казахстана и выступающий в первенстве России среди команд первой лиги ХК «Казахгаз».

## История
Перед началом сезона 1974/75 Федерация хоккея с мячом и на траве СССР выступила инициатором проведения турнира для чемпионов стран — членов ИБФ: Норвегии, СССР, Финляндии и Швеции.
Первые одиннадцать турниров прошли по кубковой схеме. Команды по жребию разбивались на полуфинальные пары, далее команды в серии из двух матчей (игры дома и на выезде) выявляли участников финала и обладателя кубка.
В розыгрышах 1985—1992 годов обладатель кубка, второй и третий призёр стали определяться в матчах однокругового турнира, проводившегося в одной из стран-участниц соревнований.
В розыгрышах 1993—2002 годов после проведения предварительного однокругового турнира, команды, занявшие 1-е и 2-е места, проводили финальный матч; за третье место в кубке боролись команды, занявшие по итогам однокругового турнира 3-е и 4-е места.
В 2003—2009 годах организаторы турнира вернулись исключительно к кубковой схеме розыгрыша турнира, команды разбивались на полуфинальные пары, которые в одном матче в полуфинальной стадии плей-офф выявляли участников финала и матча за третье место, в одном матче определялся и третий призёр турнира. В двухматчевом противостоянии (игры дома и на выезде) определялся обладатель кубка. В розыгрышах 2005—2007 годов финальный поединок состоял из одного матча.
Во всех розыгрышах с матчами плёй-офф, за исключением розыгрышей 1977 и 1993 годов, в финале турнира встречались советские/российские и шведские команды.
В розыгрыше 1977 года по жребию в полуфинальном противостоянии сошлись алма-атинское «Динамо» и шведский клуб «Бруберг». Обыграв шведскую команду, в финале алмаатинцы встретились с чемпионом Финляндии — клубом ОЛС из Оулу, и разгромили соперников в каждом из двух матчей финального противостояния (13:2, 9:0).
В розыгрыше 1993 года по итогам предварительного однокругового турнира в финал вышли шведский клуб «Вестерос» и финский клуб ВП-35, в котором победила команда из Швеции со счётом 9:3.
В розыгрышах 1985—1992 годов вторыми призёрами кубка по итогам однокругового турнира также становились финские команды: ХИФК в 1988 году, ОЛС в 1990 году, «Ботния-69» в 1992 году.
Наивысшее достижение норвежских клубов в турнире — третье место: «Стабек» в 1994—1997, 2007, 2008 годах, «Мьёндален» в 2003, 2004 годах.
Худшее выступление на турнире советских/российских команд — третье место: «Динамо» (Алма-Ата) в 1990 году, «Зоркий» в 1993 году.
В годы своих выступлений на турнире «Казахгаз» по итогам предварительного однокругового турнира неизменно занимал 5-е места.
Розыгрыш 1999 года не проводился, так как архангельский «Водник» (чемпион России сезона 1998/99 и по праву участник следующего турнира в 1999 году) отбывал годичную дисквалификацию, полученную за инцидент в финальном матче Кубка европейских чемпионов 1998 года против шведского клуба «Вестерос», в котором главный тренер «Водника» Владимир Янко увёл команду с поля в знак протеста против необъективного, по его мнению, судейства. Победителем турнира 1998 года был признан «Вестерос».
Команды СССР/России провели на турнире 118 матчей: 81 победа, 11 ничьих, 26 поражений; забитые и пропущенные мячи: 707—309. 
Рекордсмены среди отечественных хоккеистов: по проведённым матчам в турнире — Юрий Лахонин — 41 матч («Енисей», «Водник», 12 розыгрышей), лучший бомбардир — Сергей Ломанов-старший — 62 мяча («Енисей», 9 розыгрышей).
Некоторые полуфинальные поединки Кубка европейских чемпионов могли пройти в рамках Кубка мира, проводимого ранее.
Команда «Енисей» проводила свои домашние матчи в Москве, Красногорске, Кемерово и Абакане, так как Красноярск имел статус закрытого города для посещения иностранцев.
В розыгрышах 1993—2005 годов некоторые матчи проводились в два тайма по 30 минут.
Победитель Кубка европейских чемпионов допускается к соревнованиям в турнире в следующем году, только если вновь выиграет национальный чемпионат.
Присвоение года розыгрышу турнира определяется по году начала проведения соревнований для первых 11-ти розыгрышей турнира. В 1982 и 1984 году были проведены по два розыгрыша турнира в один календарный год: завершение розыгрыша турнира в марте 1982 года (начало турнира в ноябре 1981 года) и завершение розыгрыша турнира в январе 1984 года (начало турнира в октябре 1983 года), а также проведение всех матчей следующих розыгрышей турнира в начале следующих сезонов — с октября по декабрь в сезонах 1982/83 и 1984/85). В дальнейшем с полным изменением формулы турнира в 1985 году идёт полное соответствие по году завершения (конец календарного года) соревнования.

## Обладатели Кубка европейских чемпионов
| Год          | Победитель        | Второе место       | Третье место      |
| ------------ | ----------------- | ------------------ | ----------------- |
| 1974         | СКА (Свердловск)  | Фалу               |                   |
| 1975         | Динамо (Москва)   | Юсдаль             |                   |
| 1976         | Динамо (Москва)   | Бруберг            |                   |
| 1977         | Динамо (Алма-Ата) | ОЛС                |                   |
| 1978         | Динамо (Москва)   | Эдсбюн             |                   |
| 1979         | Болтик            | Зоркий             |                   |
| 1980         | Енисей            | Болтик             |                   |
| 1981         | Болтик            | Енисей             |                   |
| 1982         | Болтик            | Енисей             |                   |
| 1983         | Енисей            | Болтик             |                   |
| 1984         | Болтик            | Енисей             |                   |
| 1985         | Болтик            | Енисей             | Акиллес           |
| 1986         | Енисей            | Ветланда           | ОЛС               |
| 1987         | Енисей            | Мутала             | ХИФК              |
| 1988         | Енисей            | ХИФК               | Болтик            |
| 1989         | Енисей            | Вестерос           | Ботниа-69         |
| 1990         | Вестерос          | ОЛС                | Динамо (Алма-Ата) |
| 1991         | Ветланда          | Енисей             | ОЛС               |
| 1992         | Зоркий            | Ботниа-69          | Ветланда          |
| 1993         | Вестерос          | ВП-35              | Зоркий            |
| 1994         | Вестерос          | СКА (Екатеринбург) | Стабек            |
| 1995         | Болтик            | Сибсельмаш         | Стабек            |
| 1996         | Вестерос          | Водник             | Стабек            |
| 1997         | Сандвикен         | Водник             | Стабек            |
| 1998         | Вестерос          | Водник             | ХИФК              |
| 1999         | Не проводился     | Не проводился      | Не проводился     |
| 2000         | Сандвикен         | Водник             | ТоПВ              |
| 2001         | Енисей            | Вестерос           | ОЛС               |
| 2002         | Водник            | Сандвикен          | ТоПВ              |
| 2003         | Водник            | Сандвикен          | Мьёндален         |
| 2004         | Водник            | Эдсбюн             | Мьёндален         |
| 2005         | Эдсбюн            | Водник             | ТоПВ              |
| 2006         | Динамо (Москва)   | Эдсбюн             | ТоПВ              |
| 2007         | Эдсбюн            | Динамо (Москва)    | Стабек            |
| 2008         | Динамо (Москва)   | Эдсбюн             | Стабек ОЛС        |
| 2009         | Динамо (Москва)   | Вестерос           | ОЛС               |
| 2010 – н. в. | Не проводится     | Не проводится      | Не проводится     |

### Комментарии
1. ↑  За исключением розыгрышей 1994, 1995, 1997 годов, когда в турнире принимал участие пятый участник — чемпион Казахстана — ХК «Казахгаз»
2. ↑  Вместо отказавшегося от участия в розыгрыше Кубка европейских чемпионов 2004 года чемпиона Финляндии — ТоПВ, в турнире принял участие вице-чемпион Финляндии 2004 года — ОЛС
3. ↑  С 2001 года у организации новое название — англ. Federation of International Bandy, сокращённо FIB (рус. ФИБ)
4. ↑  Матч за третье место не проводился, разделённое третье место
5. ↑  Данные на 1.09.2008